# Armin Nagel

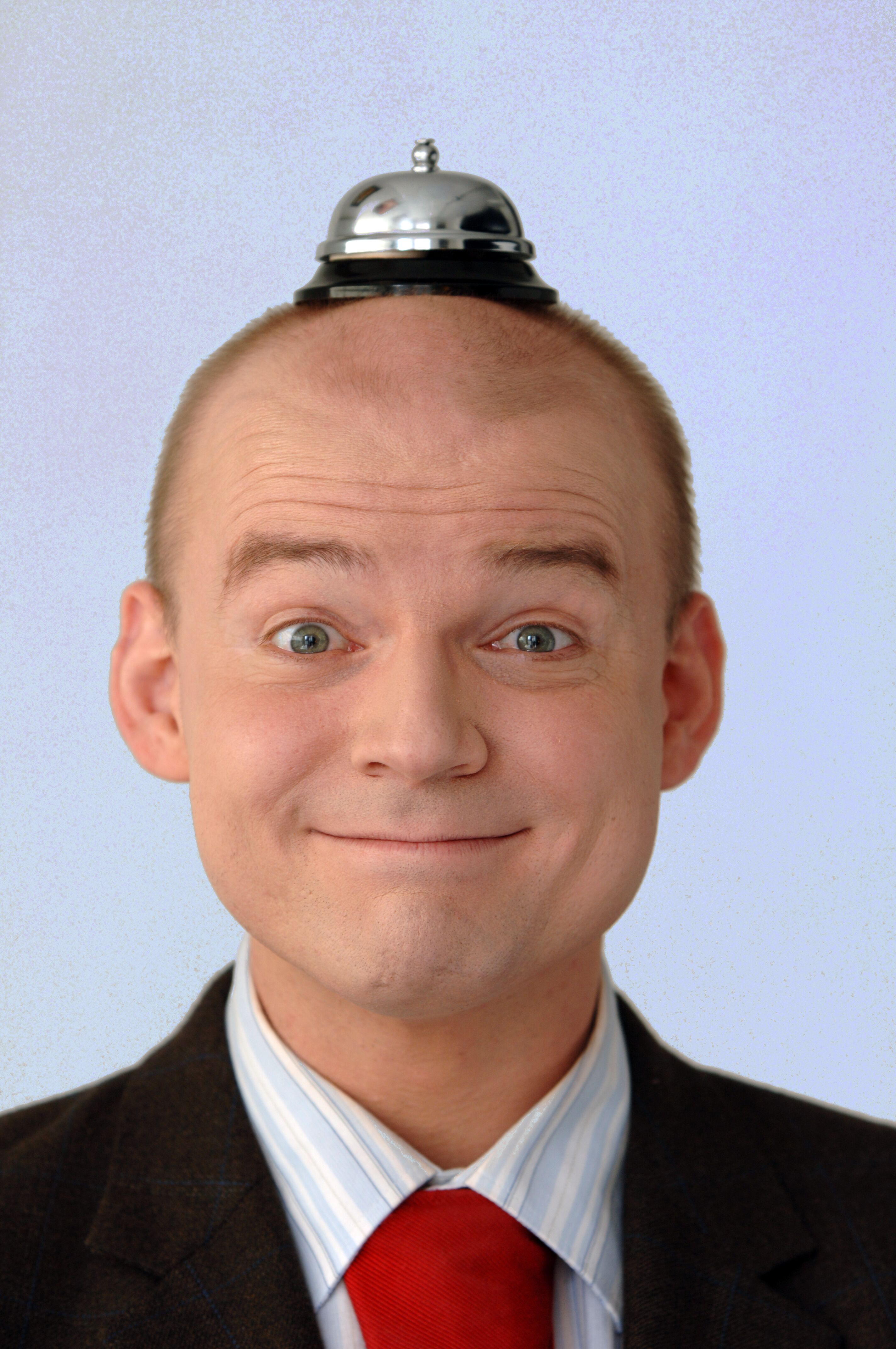

Armin Nagel (* 7. Juli 1969) ist ein deutscher Redner, Autor und Komiker.

## Leben
Neben einer Ausbildung an der nationalen britischen Zirkustheaterschule „Fooltime“ in Bristol, der Ecole Philippe Gaulier, London und der Hogeschool vor de Kunsten Utrecht, absolvierte Armin Nagel das Studium der Angewandten Kulturwissenschaften / Ästhetische Praxis in Hildesheim mit den Schwerpunkten Theater und Bildende Kunst.
In seiner Diplomarbeit („Kalkofes Mattscheibe“ und Schlingensief „Talk 2000“) entwickelte er eine Formensprache der deutschen Bühnen- und Fernseh-Comedy der 1990er Jahre. Des Weiteren ist er Autor des Artikels „Comedy“ im Handbuch Populäre Kultur (Verlag J.B.Metzler)
An deutschen Stadt- und Staatstheatern arbeitete Nagel unter anderem mit den Regisseuren Albrecht Hirche (Theaterhaus Jena) Sebastian Nübling (Staatsschauspiel Hannover) und dem New Yorker Biennale von Venedig Gewinner Christian Marclay (Bayerisches Staatsschauspiel, München).
In der deutsch-tunesischen Filmproduktion „Herrn Mackes Reise in ein fernes Land“ spielte der arabische Popstar Mohamed Mounir an Nagels Seite.
In seinem Theaterschaffen lag sein Schwerpunkt in der Darstellung komischer Figuren und Charaktere. Zunächst galt Nagel als Vertreter der physical comedy mit dem thematischen Schwerpunkt „Moderne Arbeitswelten“. Mittlerweile erweitert er insbesondere durch seine Arbeit als Moderator an deutschen Variéte-Bühnen sein thematisches Spektrum und integriert Stand-up Elemente in sein Repertoire.
Mit dem Team der „Servicepioniere“ entwickelt er künstlerische Interventionen im öffentlichen Raum:
- „LongJohn on the run“, eine Western-Performance in einem fahrenden Bus war im Programm der Ruhrfestspiele Recklinghausen 2020
- „Balkon-Bingo“, eine nachbarschaftliche Corona-Aktion ging durch ein Video viral. Zahlreiche Presse- und TV Berichte in Deutschland und der ganzen Welt folgten.

Als Servicekünstler beschäftigt sich Armin Nagel seit vielen Jahren mit der Kunst des Wartens. Es entstanden die Performance „W-ART - Die Kunst des Wartens“ für das Schauspiel Köln (2017) und die Kunstinstallation „Schöner Warten“, die 2022 durch zahlreiche deutsche Bahnhöfe tourte.
2023 erschien sein gleichnamiges Buch „Schöner Warten“ bei Bastei-Lübbe (Lübbe life). Darin beschäftigt sich Nagel zusammen mit anderen Persönlichkeiten wie Bernhard Hoecker, Jürgen Becker oder Reiner Calmund auf unterhaltsame Weise mit den positiven Aspekten des Wartens.
Über seine Erfahrungen als Grenzgänger zwischen Kunst und Arbeitswelt spricht Armin Nagel auch als Keynote Speaker und Serviceexperte auf nationalen und internationalen Tagungen und Kongressen.

## Varietés, Festivals und Theater (Auswahl)
- GOP Varieté Hannover,
- Starclub Varietés Kassel und Fulda
- Varieté Et Cetera, Kiel, Lübeck, Bochum
- Chamäleon Varieté, Berlin
- Roland Frosch Varieté Münster
- Köln Comedy Festival
- Expo 2000, Hannover
- Mimuse Comedyfestival, Langenhagen
- Tollwoodfestival, München
- Daidogei Worldcup Festival, Shizuoka, Japan
- Schmidttheater, Hamburg
- Senftöpfchen, Köln
- Haus der Springmaus, Bonn
- Renitenztheater, Stuttgart

## Schauspiel / Performance (Auswahl)
- Schöner Warten, Kunstinstallation (Welttheater der Straße, Schwerte, 2021)
- LongJohn on the run, mobile Performance im öffentlichen Raum, (im Programm der Ruhrfestspiele Recklinghausen, 2020)
- Ostheim. Ein Western, (Performance in einer Kölner Straßenbahn, Köln 2017)
- W-ART, Die Kunst des Wartens (Schauspiel Köln, 2017, Festival „Die Stadt von Morgen“)
- Don Quixote (Staatsschauspiel Hannover 2000, Regie: Sebastian Nübling)
- Les Sortilèges (Marstall / Bayerisches Staatsschauspiel, München, 1996, Regie: Christian Marclay – Koproduktion mit The Kitchen, New York)
- Finster Schiller Finster! (Theaterhaus Jena, 1997, Regie: Hirche / Krumbein productions)
- Urban Shots (1999, Regie: Hirche / Krumbein productions – Koproduktion mit desperate optimists, London)
- Neue Welt (Freie Kammerspiele Magdeburg, 1998, Regie: Hirche  / Krumbein productions)
- Office (1999, Regie: Katja Fillmann / Olaf Kröck, Musik: Lars Wittershagen)

## Veröffentlichungen
Buch Schöner Warten, Bastei-Lübbe (Lübbe life), 25.8.2023